# St. Petri (Uhrsleben)

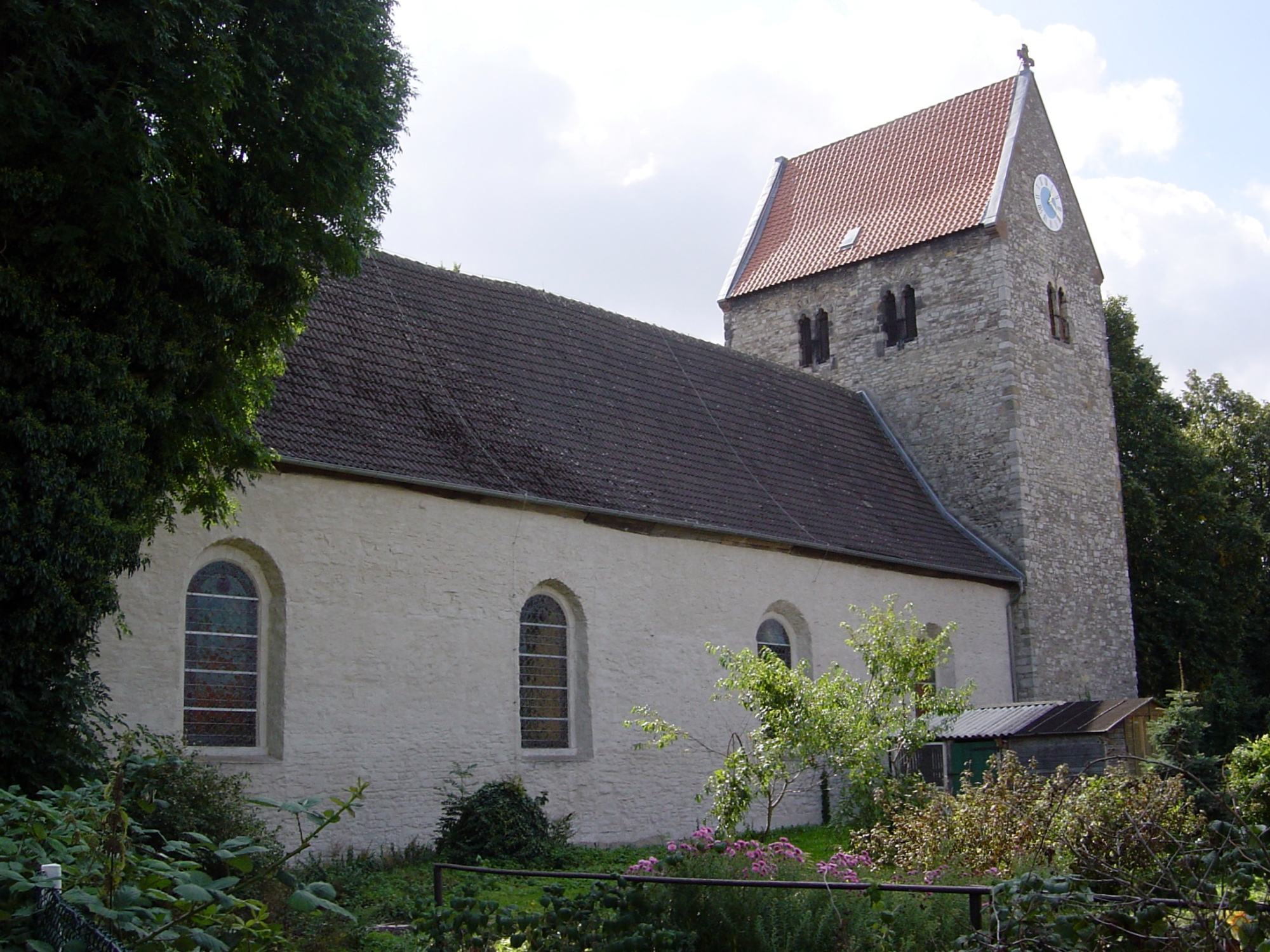
Nordseite von St. Petri

St. Petri ist eine evangelische Kirche in Uhrsleben in Sachsen-Anhalt.

## Allgemeines
St. Petri liegt in der Mitte des Dorfes auf dem früheren Friedhof. Sie wurde namentlich erstmals 1311 erwähnt, ist aber deutlich älter. Dies belegt der Baubefund. Außerdem wird bereits für das Jahr 1264 der Pfarrer Konrad zu Uhrsleben genannt. Die Patrone der Kirche waren bis 1945 die Erbtruchsesse von Alvensleben. Zeitweise hatte Uhrsleben zwei Kirchen. 1454 wird die Osterkirche erstmals belegt. Möglicherweise war diese ursprünglich die Dorfkirche, während St. Petri von den Brandenburger Bischöfen gegründet und genutzt wurde. Denn auch die ehemalige Bischofskirche in Brandenburg trägt das Patrozinium des hl. Petrus.

## Geschichte

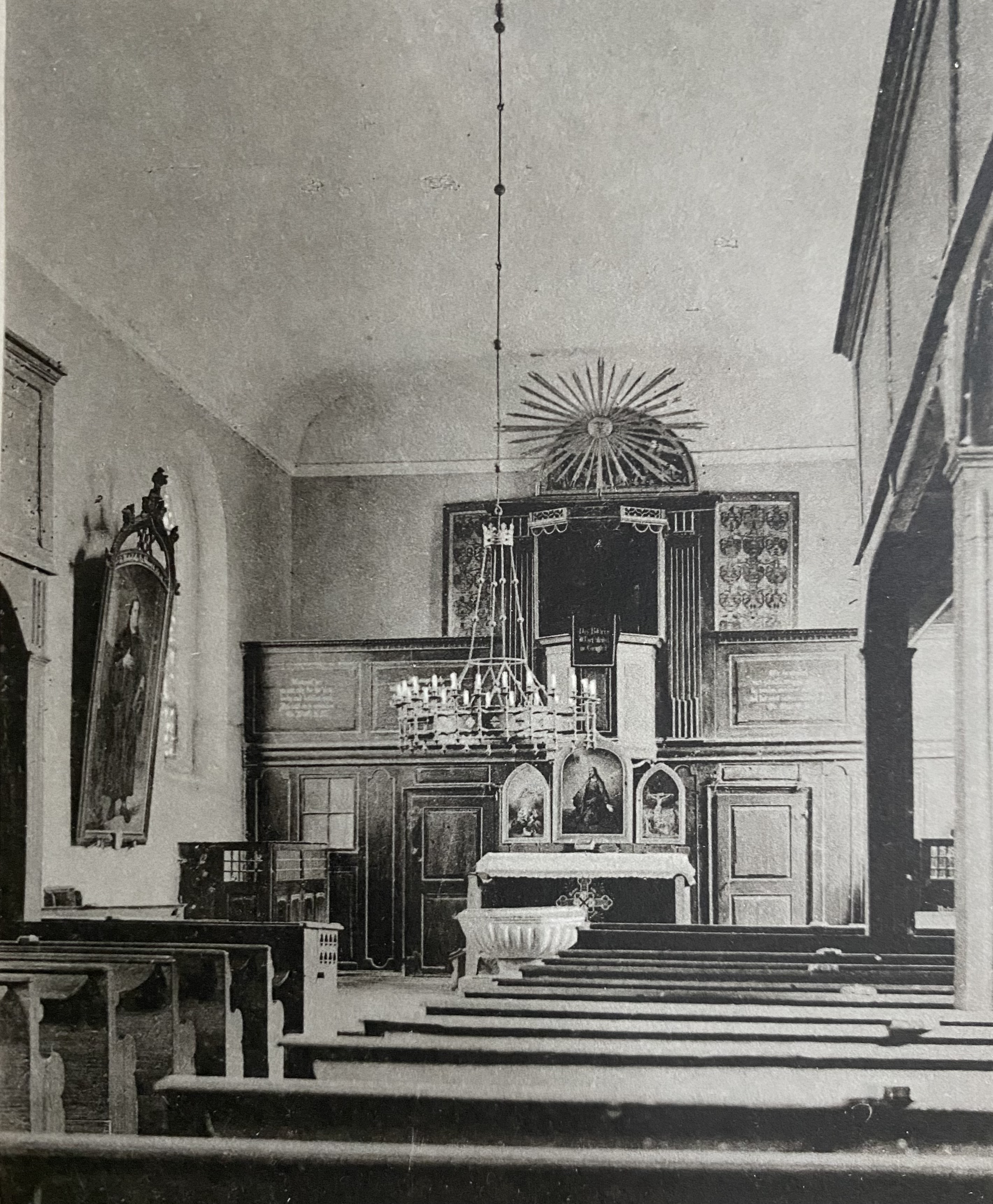
Historische Innenansicht. Blick auf die nicht erhaltene Kanzelwand

Beim westlichen Teil des Schiffes handelt es sich um den ältesten Teil der Kirche. Dieser lässt sich auf das 10. Jahrhundert datieren, nachdem die brandenburgischen Bischöfe den Ort erworben hatten. Vermutlich im 11. Jahrhundert wurde ein romanischer Turm erbaut. „Da[ss] der Turm angebaut ist, zeigt die Baufuge: das Turmmauerwerk greift um die Schiffwand herum.“ Als Uhrsleben im 12. Jahrhundert zu wachsen anfing, wird die Kapazität des Schiffes vermutlich nicht mehr ausgereicht haben. Etwa zwischen 1190 und 1200 lassen sich umfassende Umbaumaßnahmen nachweisen, die jedoch kleiner ausfielen, als ursprünglich geplant war. Eine Schulchronik des ehemaligen Patronatsarchivs zu Erxleben erwähnt Pläne für eine dreischiffige Anlage, die allerdings nicht erhalten sind. Stattdessen wurde das Schiff verlängert, der Turm und die Schiffnordwand erhöht und auf der Südseite ein Seitenschiff angebaut. Gegen Ende des 17. Jahrhunderts ist dieses jedoch vermutlich abgerissen worden, was sich an den vier vermauerten spitzbogigen Arkaden in der Schiffsüdwand erkennen lässt. Während der Turm seit 1200 im Groben unverändert bleib, wurde das Kirchenschiff immer wieder modifiziert, was sich im Grunde jedoch auf das Einbrechen und Zumauern von Fenstern und Türen beschränkte: so etwa wurden 1696 die großen Barockfenster eingebrochen. Die Errichtung der Kanzelwand lässt sich in das 18. Jahrhundert einordnen. 1864 sind umfassende Restaurierungen belegt. Es liegt nahe, dass aus diesem Jahr die Empore stammte. Sowohl Kanzelwand als auch Empore sind heute nicht mehr erhalten. Die Schifffenster sind zwischen 1908 und 1913 bunt verglast worden.

## Architektur
Die Kirche ist aus Bruchstein gebaut worden.

### Turm
Anhand des Mauerwerkes lassen sich die unterschiedlichen Bauabschnitte des Turmes erkennen. Die alte romanische Bausubstanz reicht etwas über die unteren Dachkante des heutigen Kirchenschiffs. Auf des Ost- und Westseite des Turmes sind vier und auf der Nord- und Südseite zwei (jeweils zu Paaren zusammengefasste) Kleeblattbogenfenster eingelassen, die einen Rahmen aus Sandstein haben. Die Annahme, dass der Turm jünger als der westliche Teil des Schiffes ist, wird durch folgendes Detail gestützt: Im unteren Geschoss des Turmes befindet sich in die Ostwand eingelassen eine Nische, die eine Blick auf Teile der früheren Schiffswand ermöglicht.

### Kirchenschiff
Da das Kirchenschiff bei Restaurierungsmaßnahmen neu verputzt wurde, sind einige Details, wie die vermauerten romanischen Rundbogenfenster, heute nicht mehr gut erkennbar. Die Ost-Verlängerung des Schiffes bei den Umbaumaßnahmen im späten 12. Jahrhundert, lässt sich wie beim Turm am unterschiedlichen Mauerwerk erkennen. Der ältere Teil ist unregelmäßiger.

## Ausstattung

### Orgel
1827 wurde die erste Orgel erworben. Diese stammt aus der Franziskanerkirche in Meißen. Die heutige Orgel wurde 1908 von Voigt, Stendal gebaut und verfügt über zwanzig klingende Stimmen. Die Prospektpfeifen fehlen.

### Glocken
Die Kirche hatte 1905 drei Glocken unterschiedlichen Alters. Die größte Glocke war spätgotisch, die mittlere stammte von Bachmeier aus dem Jahr 1501 und die kleinste wurde 1892 von Ulrich angefertigt. Diese zersprang allerdings und wurde um 1900 von Ulrich-Apolda umgegossen, bevor sie im Ersten Weltkrieg abgegeben werden musste.